# Helanthium
Helanthium is een geslacht uit de waterweegbreefamilie (Alismataceae). De soorten komen voor van de centrale en oostelijke delen van de Verenigde Staten tot in de (sub)tropische delen van Zuid-Amerika.

## Soorten
- Helanthium bolivianum (Rusby) Lehtonen & Myllys
- Helanthium tenellum (Mart. ex Schult.f.) J.G.Sm.
- Helanthium zombiense (Jérémie) Lehtonen & Myllys

Albidella · 
Alisma (Waterweegbree) · 
Baldellia · 
Burnatia · 
Caldesia · 
Damasonium · 
Echinodorus · 
Limnophyton · 
Luronium · 
Ranalisma · 
Sagittaria · 
Wiesneria